# Caroline Reinagle
Caroline Reinagle (1er mai 1817 — 11 mars 1892) est une compositrice, pianiste et écrivaine britannique. Seules quelques-unes de ses œuvres ont survécu.

## Biographie
Caroline Orger nait à Londres le 1er mai 1817. Son père est le Dr Thomas Orger et sa mère est Mary Ann Orger, une actrice comique. Ses parents étaient cultivés, son père a traduit Ovide et Anacréon et il a écrit un livre sur Napoléon. Il ne s'est pas opposé au métier d'actrice de sa femme et il était membre de la  Swedenborg Society (en) et rédacteur en chef de Intellectual Repository. Ses deux parents étaient membres de l'église swedenborgienne.
Dans les années 1840 plusieurs de ses œuvres sont publiées et interprétées, dont un trio pour piano, créé en 1842 et un concerto pour piano, publié en 1842 et interprété par elle en 1843 à l'Hanover Square Rooms. 
En 1846 elle épouse Alexander Robert Reinagle (1799-1877), organiste à St Peter-in-the-East (en), compositeur de l'hymne St Peter, et fils de Joseph Reinagle (en). Elle s'installe à Oxford où elle enseigne le piano et continue à composer, publiant des pièces pour piano et des chants ainsi qu'un essai pédagogique, A Few Words on Pianoforte Playing (1855), publié en plusieurs fois dans le Musical Times en 1862.
Elle meurt à Tiverton, Devon, le 11 mars 1892.

## Œuvres
Ses seules compositions parvenues au XXIe siècle sont quelques chansons, une tarentelle en mi mineur pour piano et une sonate pour piano en la majeur. Ces deux dernières ont été rééditées par Vivace Press. Au moins un quatuor pour piano et une sonate pour violoncelle ont également été composés en plus du concerto et du trio.